# Belgische federale verkiezingen 2010/Kandidatenlijsten/PVDA-PTB
Dit zijn de kandidatenlijsten van de unitaire politieke partij PVDA-PTB voor de Belgische federale verkiezingen van 2010. In de Nederlandstalige kieskringen kwam de partij op als PVDA+, in de Franstalige als PTB+ en in Brussel-Halle-Vilvoorde als PTB+PVDA+. De partij behaalde bij deze verkiezing geen verkozenen.

## Antwerpen

### Effectieven
1. Peter Mertens
2. Mie Branders
3. Wouter Van Damme
4. Mireille Govaerts
5. Mohamed Chebaa
6. Nadine Peeters
7. Jokke Schreurs
8. Erica De Meyer
9. Wout Schafraet
10. Ilona Van Looy
11. Sadiq Mazghani
12. Leen Swinnen
13. Erik Sontrop
14. Najat Beraich
15. Luc Van De Weyer
16. Jitske Eekman
17. Mazlum Kilic
18. Maya Van Dyck
19. Bert De Ryck
20. Julie Van Berlo
21. Marc Peeters
22. Sofie Sas
23. Lieve Pepermans
24. Dirk Tuypens

### Opvolgers
1. Dirk Van Duppen
2. Monika Triest
3. Ludo Campo
4. Els Roes
5. Katrien Van Royen
6. Sven Magnus
7. Sonja Van Giel
8. Sofie Blancke
9. Ime Haesendonck
10. Swa Engelen
11. Irina Meeusen
12. Peter Spruyt
13. Paul Courtois

## Brussel-Halle-Vilvoorde

### Effectieven
1. Riet Dhont
2. Axel Bernard
3. Gérard Mugemangango
4. Ouafâa Begdouri Achkari
5. Abderrahmane Miloudi
6. Rita Vanobberghen
7. Jan Vancoppenolle
8. Yvie Jacobs
9. Nasreddin Boulahya
10. Lizz Printz
11. Nabil Boukili
12. Ligia Uribe
13. El Housseine Bouhassan
14. Michèle Seutin
15. Dieter Truyen
16. Françoise De Smedt
17. Abid Chishti
18. Joke Callewaert
19. Jan Busselen
20. Bahrija Mocevic
21. Charlie Le Paige
22. Leen Vermeulen

### Opvolgers
1. Benjamin Pestieau
2. Asma Chounani
3. Jean-François Streel
4. Chris Depredomme
5. Michel Vandermaesen
6. Joke Vandenbempt
7. Michel Najjar
8. Leïla Belafquih
9. Luc Vancauwenberge
10. Yasmina Ben Hammou
11. Roos Van Droogenbroeck
12. Dirk De Block

## Henegouwen

### Effectieven
1. Germain Mugemangango
2. Sofie Merckx
3. Jan Harm Keijzer
4. Thérèse Michels
5. Jean-Claude Challe
6. Marie Joëlle Minne
7. Abdou Moussaddaq
8. Sara Vanobbergen
9. Alain Pottiez
10. Cathy Hanoulle
11. Eric Hufkens
12. Christiane Drumel
13. Sim Dereymaeker
14. Olga Eeckhout
15. Roger Romain
16. Lieve Lemmens
17. Robert Brunquers
18. Laurence Coupain
19. Michel Pontseel

### Opvolgers
1. Christine Frere
2. Gaëtan Lelong
3. Hasnaa Darji
4. Anthony Leclou
5. Françoise Druart
6. Laurent Depris
7. Béa Hindryckx
8. Joël Dubruille
9. Magali Van Campen
10. Thomas Chardome
11. Marylise Szlwfcik

## Leuven

### Effectieven
1. Wout Lootens
2. Wiske Vingtcent
3. Suzanne Luyten
4. Lyvia Diser
5. Jimmy Crispeyn
6. Danny Carleer
7. Lies Busselen

### Opvolgers
1. Bea Knaepen
2. Thomas Mathys
3. Jera Magnus
4. Birbhan Gharti Magar
5. Denis Van Hoef
6. Roos Impanis

## Limburg

### Effectieven
1. Stany Nimmegeers
2. Bianca Booms
3. Willy Mebis
4. Margriet Beenaerts
5. Roger Saeys
6. Mina Asabbane
7. Luc Ectors
8. Saïda Almouzani
9. Thomas Heijens
10. Ibtissam El Allaoui
11. Hacer Sucu
12. Harrie Dewitte

### Opvolgers
1. Marc Martens
2. Natacha Moro
3. Erik Steensels
4. Leentje Robert
5. Cécile Gurkan-Leblanc
6. Fred Van Doorslaer
7. Gina Dewitte-De Smedt

## Luik

### Effectieven
1. Raoul Hedebouw
2. Nadia Moscufo
3. Hans-Dieter Krammisch
4. Alice Bernard
5. Pierre dit Pave Etienne
6. Liliane Picchietti
7. David Ambrosio
8. Sophie Lecron
9. Damien Robert
10. Nacera Benhamou
11. Daniel Limbioul
12. Dominique Vendredi
13. Jean-Claude Lejuste
14. Paula Hertogen
15. Robert Halleux

### Opvolgers
1. Céline Mendels Flandre
2. Xavier Patti
3. Brigitte Legrain
4. Thomas Henrotte
5. Eva Meeus
6. Matin Soheil Ghanbari
7. Tashunka Saeys
8. Rosa Demyttenaere
9. Antonino Militello

## Luxemburg

### Effectieven
1. Myriam Dulieu
2. Rafik Rassâa
3. Françoise Pasquier
4. Christian Lekane

### Opvolgers
1. Daniel Zamora
2. Gertrude Roemans
3. Mathieu Wellens
4. Godelieve Vandamme
5. Kristiaan Hertogen
6. Guillemine Fillieux

## Namen

### Effectieven
1. Thierry Warmoes
2. Cathy Gorjan
3. Alain Parmentier
4. Bruno Denis
5. Cécile Degee-Vernimmen
6. Kalinka Degee

### Opvolgers
1. Baudouin Louis
2. Maryvonne Leroy
3. Frans Bouwens
4. Laurence Marlier
5. Philippe Gris
6. Christine Kleeren

## Oost-Vlaanderen

### Effectieven
1. Tom De Meester
2. Sonja Welvaert
3. Geert Asman
4. Lies Horrie
5. Steven De Vuyst
6. Maureen Tollenaere
7. Lucien De Rouck
8. Sabine Vandamme
9. Thomas Weyts
10. Anna De Mulder
11. Tony Fonteyne
12. Klaar Van Bossuyt
13. Jan Moerman
14. Anja Severens
15. Dirk Picquet
16. Regina De Pauw
17. Philip Ridon
18. Patricia De Bruyne
19. Veerle Severens
20. Dirk Goemaere

### Opvolgers
1. Philiep De Vuyst
2. Marleen Vanmaercke
3. Freddy De Zutter
4. Sanne Goossen
5. Bert Piessens
6. Nady Hermant
7. Stefaan Engels
8. Lieve Bossuyt
9. Garcia-Geert Verleyen
10. Yuk Kit Yeung
11. Steven Dujeu

## Waals-Brabant

### Effectieven
1. Maxence Staquet
2. Mélissa Livet
3. Philippe Demaeseneer
4. Julia De Pauw
5. Jean-Claude Piette

### Opvolgers
1. Martin Feragotto
2. Jessica Livet
3. Ludovic Voet
4. Nadine Balza
5. Mélissa Livet
6. Bruno Stas

## West-Vlaanderen

### Effectieven
1. Filip Desmet
2. Roos Eligius
3. Johan Clabau
4. Marij Defieuw
5. Johan Saelens
6. Bart Desmedt
7. Paul Decroos
8. Barka Labriq
9. Annelies Destailleur
10. Marino Coolsaet
11. Diana Duyck
12. Nancy De Cat
13. Sonia Debusschere
14. Christine Van Rammelaere
15. Gaby Moreels
16. Eddy Vanisterdael

### Opvolgers
1. Ferre Mommerency
2. Ariane Seynaeve
3. Paul Piessens
4. Jimmy Vancalbergh
5. Suzanne Makelberghe
6. Geert Vanlangendonck
7. Marieke Callens
8. Noëlla Van Isterdael-De Wetter
9. Peter Degand

## Senaat

### Effectieven
1. Tine Van Rompuy
2. Luc Vandenhoeck
3. Nicole Naert
4. Frans Van Acoleyen
5. Zohra Othman
6. Dirk Tricot
7. Lieve Franssen
8. Bert De Belder
9. Lucie Van Crombrugge
10. Ivo Flachet
11. Ilke Cabus
12. Dirk Cosyns
13. Christiana Holsbeeks
14. Mohamed Ali
15. Jef Bossuyt
16. Samira Doukkali
17. Willem De Witte
18. Milly Thoolen
19. Staf Henderickx
20. Annemie Mels
21. Koen Hostyn
22. Miriam D'Eer
23. Peter Vanderleyden
24. Angèle Weetjens
25. Kris Merckx

### Opvolgers
1. Lydie Neufcourt
2. Jan Vandeputte
3. Lily Trips
4. Ward Coenegrachts
5. Gerda Verlinde
6. Romain Dierickx
7. Ella Wagemans
8. Stan Vanhulle
9. Riet Verspreet
10. Urbain Camerlynck
11. Jozefine De Prins
12. Raf Jespers
13. Elly Van Reusel
14. Jan Fermon